# Jane Tapsubei Creider
Jane Tapsubei Creider, née dans les années 1940, est une écrivaine et artiste kenyane. de la fiction, des livres pratiques et des mémoires. Avec son mari Chet A. Creider, elle publie également des livres sur la langue Nandi.

## Biographie
Jane Tapsubei Creider nait dans les années 1940 au Kenya. près du lac Victoria, et reçoit une éducation traditionnelle en tant que membre du peuple Nandi.  Après avoir travaillé à Kisumu et à  Nairobi, elle s'installe au Canada.
Son œuvre d'écrivain comprend des articles, des nouvelles, un roman et une autobiographie intitulée Two Lives : My Spirit and I, publiée en 1986. « Deux vies » raconte son éducation en tant que membre de la tribu Nandi, sa formation par des missionnaires chrétiens, son séjour en Amérique du Nord et son mariage avec un professeur canadien. L'autobiographie oppose l'identité traditionnelle Nandi, déterminée par le monde des esprits des ancêtres et la famille élargie, à l'individu autonome, qui est une importation européenne dans la culture africaine.
Ses œuvres sont publiées dans des anthologies telles que Daughters of Africa de Margaret Busby publiée en 1992 et Fiery Spirits, édité par Ayanna Black en 1995.

## Vie privée
Jane Tapsubei Creider est mariée avec Chet A. Creider, le couple a deux enfants. Le couple publie des livres et articles sur la langue Nandi.

## Œuvres
- (en) Two Lives: My Spirit and I (Autobiographie), Londres, Women's Press, 1986, 178 p. (ISBN 9780704340060, présentation en ligne)
- (en) avec Chet A. Creider, A Grammar of Nandi, Hambourg, H. Buske, 1989 (ISBN 9783871189449, présentation en ligne).
- (en) The Shrunken Dream (roman), Toronto, Women's Press, 1993, 358 p. (ISBN 9780889611757, présentation en ligne).
- (en) avec Chet A. Creider, A Dictionary of the Nandi Language, Köppe, 2001, 398 p. (ISBN 9783896451347, présentation en ligne).